# Каховская улица (Самара)
Кахо́вская у́лица находится в Кировском и Промышленном районах городского округа Самара между проспектом Кирова и Севастопольской улицей, в массиве Безымянка. Первоначально наименовалась Седьмая линия Безымянки. Нынешнее название получила в 1949 году.
Берёт начало с Кротовского переулка, пересекает Теннисную и Физкультурную улицы, улицы Победы и Свободы, проспект Металлургов, Вольскую улицу и Ремесленный переулок, Енисейскую улицу и проспект Юных Пионеров, Ставропольскую улицу.

## Этимология годонима
По одной из версий, Каховская улица названа в честь Петра Каховского — дворянского революционера-декабриста, члена Северного общества декабристов, одного из активных участников восстания 14 декабря 1825 года. По другой версии, улица названа в честь города Каховка (почти все близлежащие улицы названы в 1949 году в честь городов СССР — Енисейская, Ставропольская, Севастопольская, Красноярская (ныне Проспект Юных Пионеров), Вольская, Сталинабадская (ныне проспект Металлургов)).

## Транспорт
Проезд общественного транспорта осуществляется: на участке от улицы Вольская до проспекта Металлургов (троллейбус № 7, 15; автобус № 21, 34, 68); от Ремесленного переулка до проспекта Металлургов (троллейбус № 4, 4к); от улицы Победы до улицы Вольская (автобус № 7, 27).

## Здания и сооружения

### Чётная сторона
№ 4 — коллективная автостоянка 783
№ 46 А — ООО «Дуаль ФО» (оценка недвижимости, автомобилей)
№ 46 А — ЗАО риэлторская фирма «Готика»
№ 46 А — механические мастерские АО треста «Промстрой»
№ 64 — магазин «Близнецы»
Торгово-развлекательный комплекс «ВИВА ЛЭНД»

### Нечётная сторона
- № 7 — МОУ СОШ № 141, МОУ ДМШ № 20
- № 9 А — Детский сад № 381 ОАО «Моторостроитель»
- № 21 — ТОО торговый дом «Меркурий»
- № 23 — Общежитие № 2 ЗАО «Авиакор-персонал»
- № 57 А — филиал Кировский АКБ «ГАЗБАНК»

На нечётной стороне улицы Каховской между улицами Физкультурной и Победы с 1948 года функционировал деревянный кинотеатр «Сокол» (он разместился в реконструированном сдвоенном барачном здании, которое в годы Великой Отечественной войны использовалось как столовая Безымянлага), в начале 1990 года он был снесён в связи с начавшейся на его месте постройкой спортивного комплекса «Лекорт» завода «Прогресс». Однако из-за отсутствия средств строительство было законсервировано с 1992 года на долгое время и возобновлено лишь в 2004 году, уже за счёт областного бюджета. Комплекс был сдан в эксплуатацию в 2008 году и получил при открытии новое название «Грация» (адрес: улица Физкультурная, дом 116).

## Почтовые индексы
- 443034: чётные дома № 36—50, нечётные дома № 31—57
- 443077: чётные дома № 18—34, нечётные дома № 17—23
- 443092: чётные дома № 4—16, нечётные дома № 1—11
- 443105: чётные дома № 52—56, 60—74, нечётные дома № 63—69, 73